# Аревик (Ширакская область)
Ареви́к (арм. Արեվիկ) — село в Армении, Ахурянском районе Ширакской области.

## География
Аревик (Ширак) находится в 45 км от Грузии и в 14 км от Турции.
Расстояние до крупных городов
| Город  | Расстояние (км) |
| ------ | --------------- |
| Гюмри  | 5               |
| Ереван | 110             |

## Экономика
Население занимается скотоводством и земледелием.

## Галерея

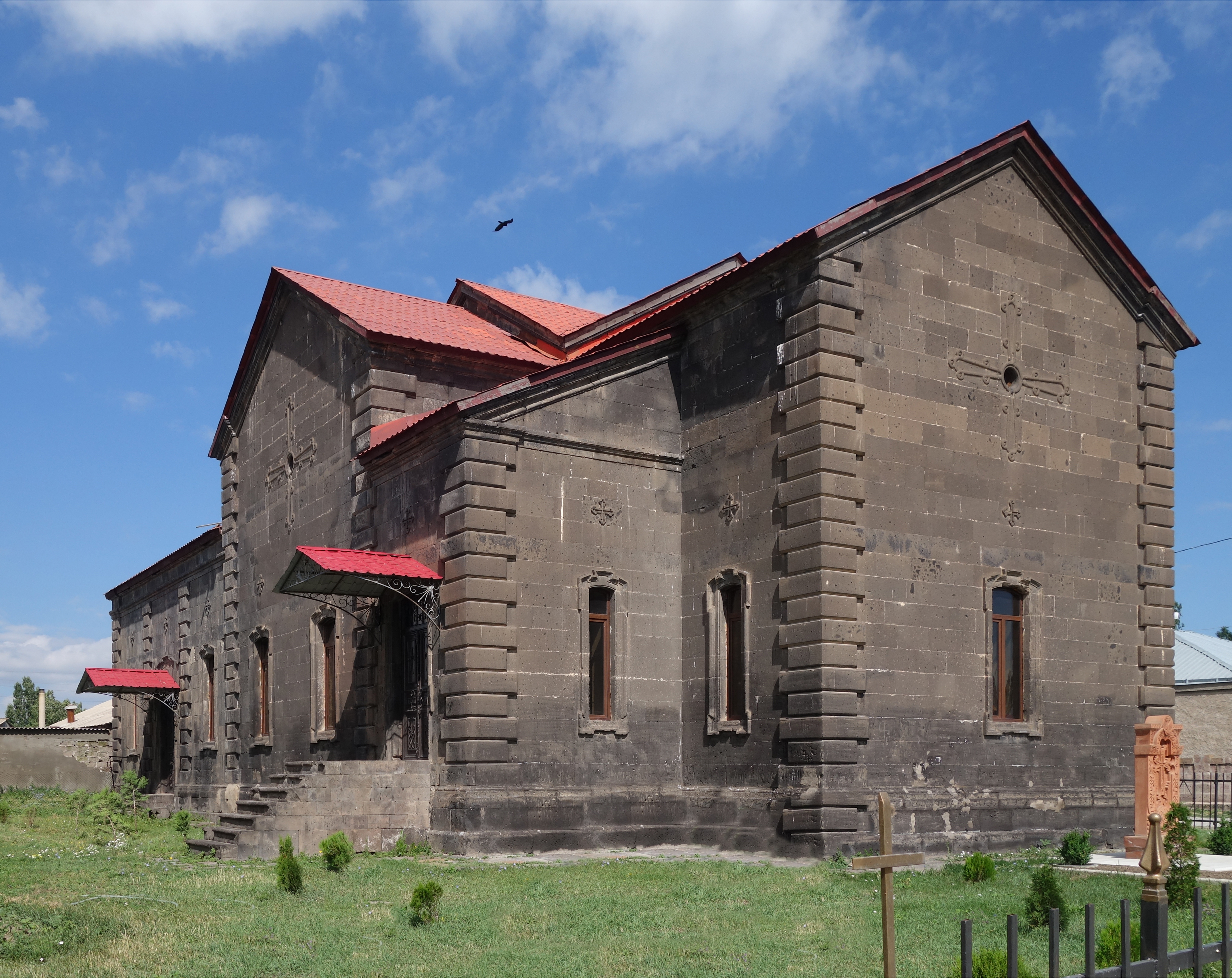
Церковь Сурб Ншан, XIX век
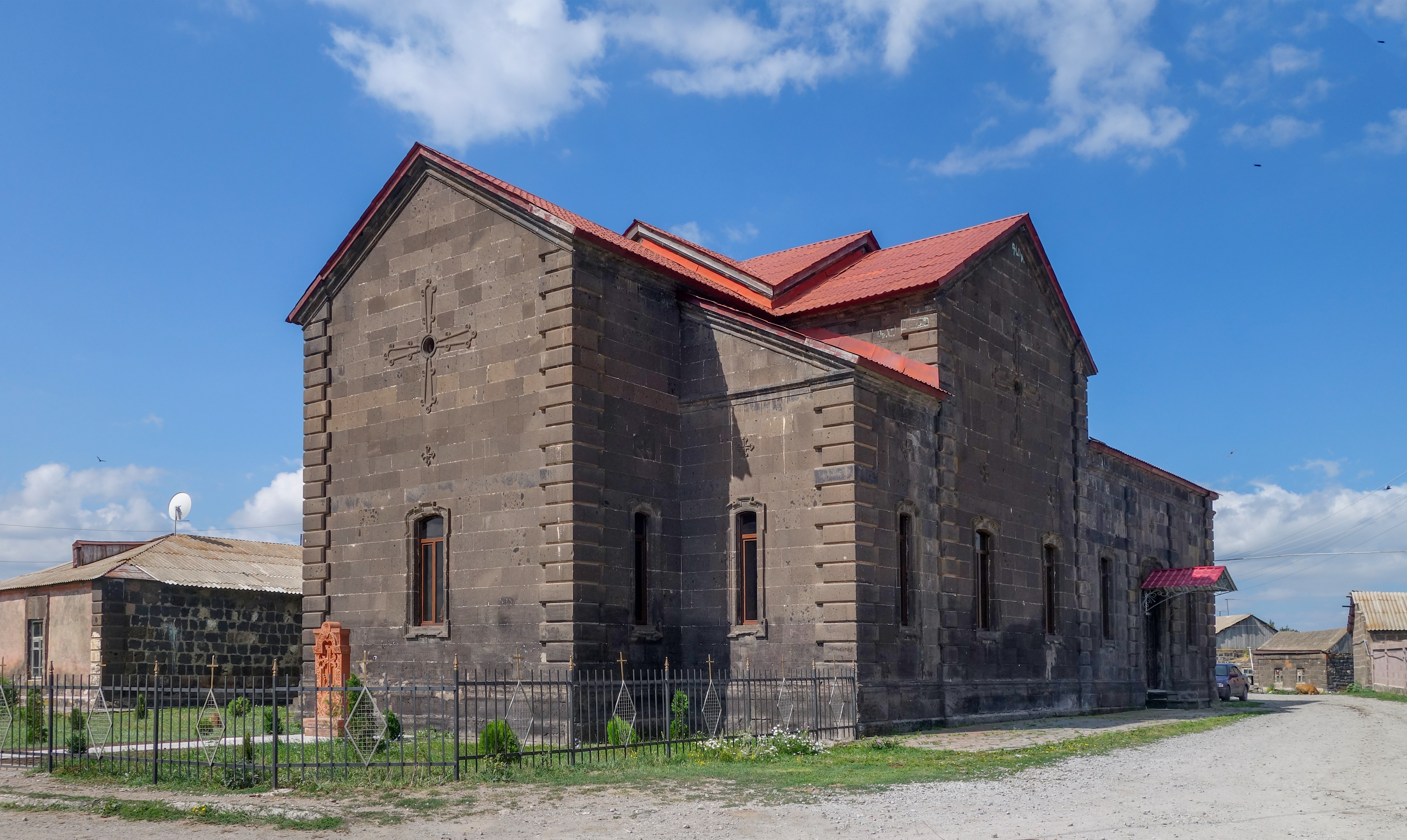
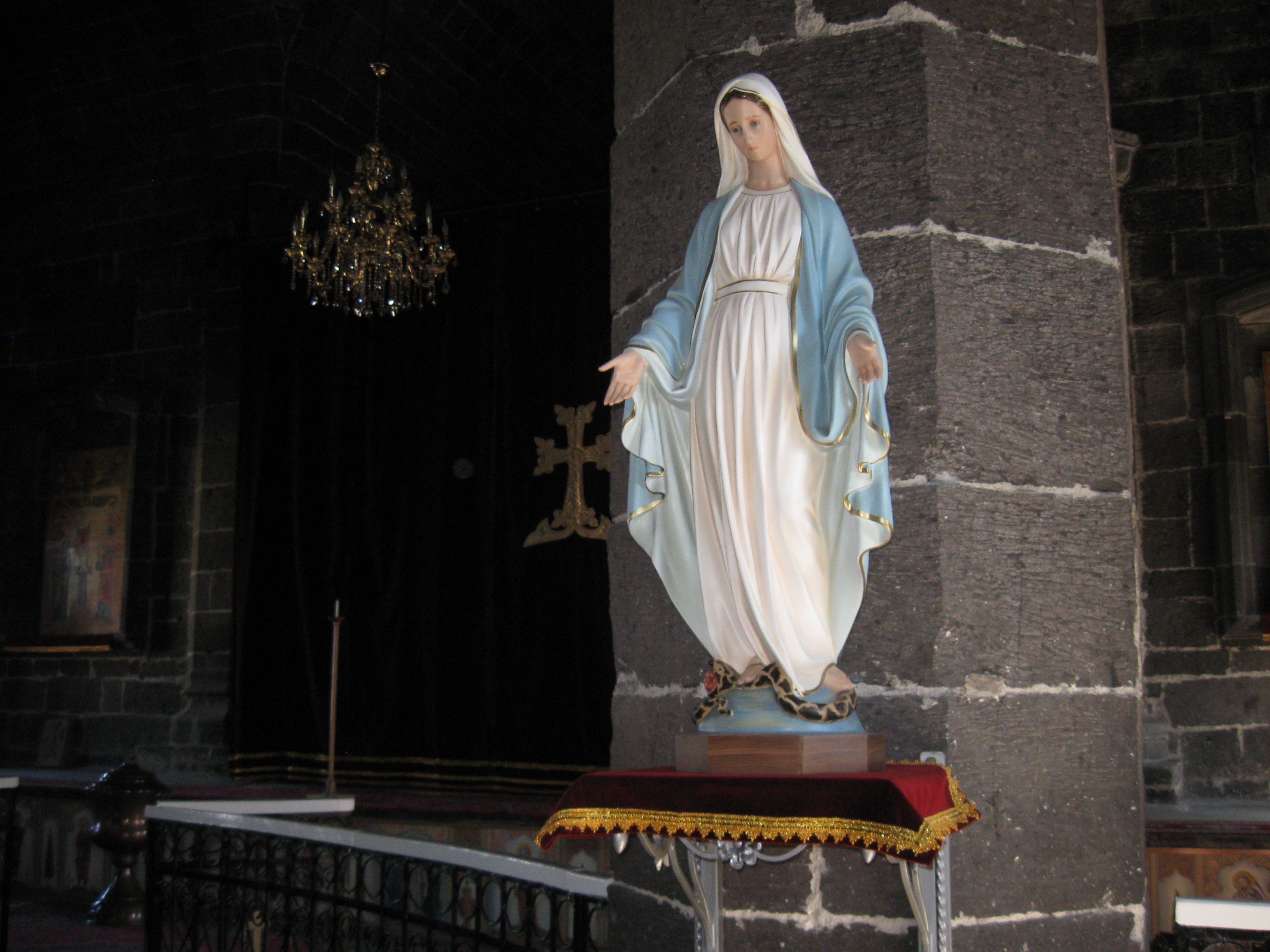